# Florian Mader
Florian Mader (* 14. September 1982 in Innsbruck) ist ein ehemaliger österreichischer Fußballspieler auf der Position eines Mittelfeldspielers.

## Karriere
Vor seiner Profilaufbahn spielte Mader für die Jugendmannschaften von SV Schmirn und des SV Matrei. Später wechselte er in das BNZ Tirol und wurde mit der U-18 Österreichischer Meister. Zur Saison 2001/02 wechselt er zum Regionalligisten WSG Wattens. Den Wattenern blieb er auch treu, als sie eine Spielgemeinschaft mit dem FC Wacker Tirol in der Saison 2002/03 eingingen. Mit Wattens/Wacker konnte er in jener Saison in die zweitklassige Erste Liga aufsteigen. Nach der Auflösung der Spielgemeinschaft nach der Saison 2002/03 spielte Mader weiterhin bei Wacker Tirol. Zusammen mit seinen Teamkollegen stieg er am Ende der Saison ein weiteres Mal auf und spielte ab der darauffolgenden Saison in der höchsten Spielklasse des Landes, in der österreichischen Fußball-Bundesliga. Sein Debüt in der Bundesliga gab Mader am 13. Juli 2004 beim 1:0-Heimsieg über den Grazer AK, als er in der 67. Minute für Jerzy Brzęczek eingewechselt wurde. Sein erstes Bundesligator gelang Mader am 6. November 2004 in der zweiten Minute der Nachspielzeit bei der 1:3-Auswärtsniederlage gegen den SK Sturm Graz. 2005 kehrte er Innsbruck den Rücken und spielte für ein Jahr beim SCR Altach, wo er wiederum den Aufstieg in die höchste österreichische Spielklasse schaffte. 2006 kehrte er nach Tirol zurück und spielte dort bis zum Abstieg 2008.
In der Sommerpause vor der Saison 2008/09 unterschrieb er einen Vertrag bei der SV Ried. 2010/11 wurde er mit der SV Ried österreichischer Pokalsieger und wechselte nach Saisonbeginn 2011/2012 zum FK Austria Wien. Bei der Austria wurde er 2012/13 österreichischer Meister.
Zur Saison 2015/16 wechselte Mader zum SKN St. Pölten. 2016 konnte er mit dem SKN St. Pölten in die Bundesliga aufsteigen.
Im Jänner 2017 kehrte er zur inzwischen zweitklassig spielenden WSG Wattens zurück, bei der er einen bis Juni 2018 gültigen Vertrag erhielt. Mit der WSG Wattens stieg er 2019 als Zweitligameister in die Bundesliga auf, woraufhin sich der Verein in WSG Tirol umbenannte. Nach 48 Zweitliga- und neun Bundesligaspielen für die Wattener beendete er während der laufenden Saison 2019/20 im Februar 2020 seine Karriere. Nach seiner aktiven Karriere wurde er Leiter der Akademie (U15-U18).
Derzeit ist Florian Mader als lizenzierter Spielerberater bei der Agentur Pro Transfer tätig. 

## Erfolge
- 1× ÖFB-Cupsieger mit der SV Ried: 2011
- 1× Meister mit dem FC Wacker Tirol und Aufstieg in die Bundesliga: 2004
- 1× Meister mit dem SCR Altach und Aufstieg in die Bundesliga: 2006
- 1× Young Star des Jahres in der Ersten Liga: 2004
- 1× Meister der Bundesliga: 2012/13